# Controle de armas de fogo

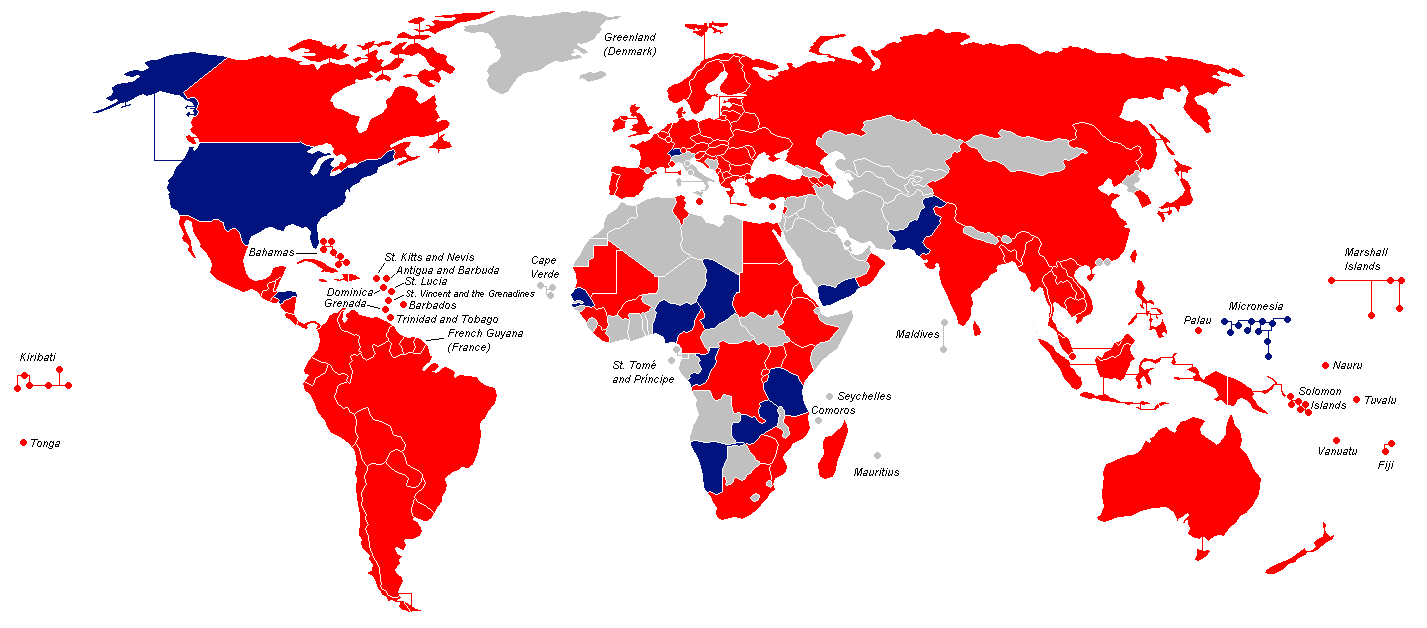
Política de armas de fogo por país, de acordo com a Universidade de Sydney
Permissiva
Restritiva
Não incluido

O controle de armas de fogo é o conjunto de leis ou políticas que regulam a fabricação, venda, transferência, posse, modificação ou uso de armas de fogo por civis.
A maioria dos países possui uma política restritiva para armas de fogo, com apenas algumas legislações sendo categorizadas como permissivas. As jurisdições que regulam o acesso a armas de fogo geralmente restringem o acesso apenas a certas categorias de armas de fogo e, em seguida, restringem as categorias de pessoas que receberão uma licença para ter acesso a uma arma de fogo. Em alguns países, como os Estados Unidos, o controle de armas pode ser legislado em nível federal ou estadual.

## Terminologia e contexto
O controle de armas de fogo refere-se à regulamentação doméstica da fabricação, comércio, posse, uso e transporte de armas de fogo, especificamente no que diz respeito à classe de armas referidas como armas leves (revólveres e pistolas, rifles e carabinas, rifles de assalto, submetralhadoras, e metralhadoras leves).